# HMS Latona (M76)
La HMS Latona (M76) è stata una posamine della Classe Abdiel che prestò servizio per la Royal Navy durante la seconda guerra mondiale. Fu inserita nella Mediterranean Fleet dove prestò servizio fino al suo affondamento avvenuto il 25 ottobre 1941 di fronte a Bardia. Anche se progettata come posamine, la sua velocità e la capacità di carico la rendevano adatta per l'impiego come trasporto veloce.

## Servizio
La nave venne inviata ad Alessandria ad unirsi alla Mediterranean Fleet a guerra iniziata. Mentre nell'ottobre la squadra da battaglia si concentrava nella difesa di Creta, i cacciatorpediniere della 10th Flotilla assumevano il compito di rifornire Tobruk direttamente con veloci corse notturne o scortando convogli insieme ad altro naviglio leggero in quello che venne denominato Tobruk Ferry Service (servizio di traghetti per Tobruk); queste operazioni venivano contrastate dall'aviazione italo-tedesca che colse alcuni successi. Era solito per il comando britannico far uscire le navi a coppie in modo che se una fosse stata affondata l'altra avrebbe potuto prestare soccorso, e questo successe varie volte. Infine tutti i caccia della 10th Flotilla che avevano sostenuto il grosso dello sforzo iniziale, reduci della prima guerra mondiale e pesantemente usurati dagli attacchi aerei e dall'uso intensivo, vennero ritirati e sostituiti inizialmente dai posamine veloci HMS Abdiel e Latona (navi da 40 nodi) nelle corse verso Tobruk.
In una di queste corse, scortato dall'incrociatore HMAS Hobart e da due caccia della 10th Flotilla, il Latona  venne preso da una bomba da 125 kg nella sala candaie che provocò un incendio incontrollabile. I 1000 soldati polacchi a bordo e l'equipaggio vennero soccorsi dalle unità di scorta e le perdite umane furono limitate a 4 ufficiali, 16 marinai e 7 soldati.